# Lupus (Friaul)
Lupus war um 662 bis 663 langobardischer Herzog von Friaul.

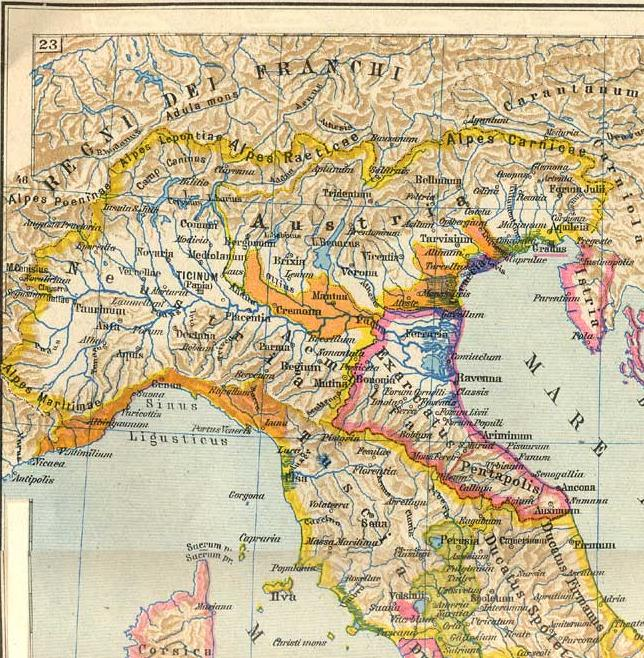
Langobardische und byzantinische Gebiete vor 603

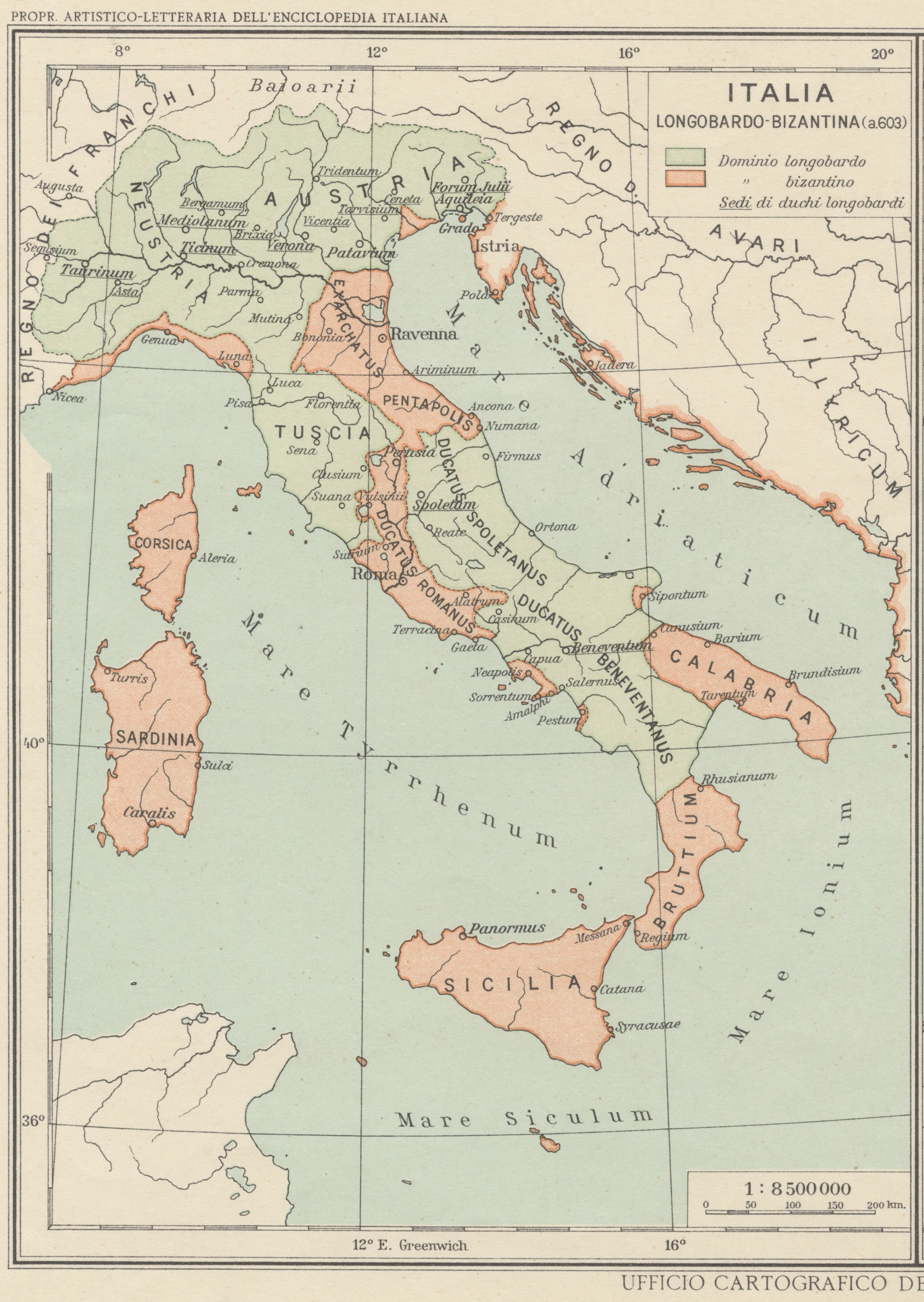
Vorrücken der Langobarden in Italien im frühen 7. Jahrhundert

## Leben

### Plünderung von Grado, Usurpationsversuch
Seine Herkunft und seine Lebensdaten sind nicht bekannt. Er führte eine Reiterschar gegen Grado und raubte dort den Kirchenschatz, den der Patriarch von Aquileia dorthin verbracht hatte, als die Langobarden ab 568 Norditalien eroberten.
Als Ostrom-Byzanz versuchte, die an die Langobarden verlorenen Teile Italiens zurückzuerobern, griff Kaiser Konstans II. die Langobarden im Süden an, die Franken im Nordwesten, der Exarch von Ravenna wohl von Osten. König Grimoald – Sohn des Gisulf, Lupus‘ Vorgänger –, der seinem Sohn Romuald in Benevent gegen die kaiserlichen Truppen zu Hilfe eilte, überließ Lupus die langobardische Hauptstadt Pavia.
Lupus, vielleicht ein Verwandter des Königs, versuchte die Situation auszunutzen, um die Macht an sich zu reißen – er habe sich zahlreiche Eigenmächtigkeiten herausgenommen, wie es bei Paulus Diaconus heißt –, zumal er nicht mit einer Rückkehr Grimoalds rechnete. Als jedoch der siegreiche König nach Pavia zurückkehrte, musste sich Lupus nach Forum Julii zurückziehen.

### Aufstand gegen den langobardischen König im Friaul, Tod im Kampf gegen Awaren
Dort entfachte er einen Aufstand, wie Paulus Diaconus berichtet, der wichtigste Geschichtsschreiber dieser Epoche in Italien.
Um einen Bürgerkrieg zu vermeiden, so Paulus, stiftete der König nun die Awaren an, ins Friaul zu ziehen. Paulus Diaconus berichtet ausführlich, wie der Herzog und seine Gefolgsleute an einem „Flovis“ genannten Ort, im Tal der Vipava (Vipacco), eines Nebenflusses des Isonzo, vier Tage dem Heer der Awaren unter schweren Verlusten widerstanden. Dabei kam Lupus ums Leben (V, 19).

## Unmittelbare Folgen

### Abzug der Awaren, Aufstand und Tod des Sohnes Arnefrit, Slawen
Doch nun plünderten die Awaren das Herzogtum, bis sie vor dem heranrückenden Heer unter Führung des Langobardenkönigs abzogen (V, 20). Mit einer List – Grimoald ließ seine wenigen Männer angeblich in wechselnder Kleidung immer neu vorbeidefilieren – brachte er die awarischen Unterhändler dazu zu glauben, er verfüge über eine riesige Heeresmacht. Tatsächlich zogen die Awaren ohne Kampf ab (V, 21).
Dabei floh auch Arnefrit, Lupus‘ Sohn. Dieser versuchte, das Herzogtum seines Vaters für sich zu gewinnen, wozu er sich mit Slawen verbündete. Doch die Gefolgsleute des Königs besiegten diese Slawen aus Carnuntum beim Kastell Nimis, Amefrit wurde erschlagen (V, 22). Im Glauben, der neue Herzog sei im fernen Pavia, zogen erneut Slawen heran, diesmal nach Forum Julii. Doch gerieten sie angesichts des mit kleiner Schar unbemerkt zurückgekehrten Herzogs in Panik, so dass 5000 von ihnen, wie Paulus berichtet, erschlagen worden seien (V, 23). 

### Verehelichung der Tochter Theuderada mit dem Sohn des Langobardenkönigs
Nun setzte der König einen Wechtari (Wectari) aus Vicenza als Herzog ein, wobei er seinen Sohn Romuald, den Herzog von Benevent, mit Lupus‘ Tochter Theuderada (Teoderada) verheiratete.  Auf Wechtari folgte Landari im Herzogsamt, auf diesen Rodoald, wie Paulus knapp vermerkt (V, 24).